# タイアップコレクション〜広瀬香美のテレビで聴いたあの曲達〜
『タイアップコレクション〜広瀬香美のテレビで聴いたあの曲達〜』（タイアップコレクション ひろせこうみのテレビできいたあのきょくたち）は、広瀬香美4枚目のベスト・アルバム。2009年12月16日に、ビクターエンタテインメントからリリースされた。

## 解説
- 映画、ドラマ、CMのタイアップ曲から選曲された。

## 収録曲
- 全作詞・作曲：広瀬香美
- 編曲：広瀬香美（2.5-8）、鷺巣詩郎（1.3）、小西貴雄（2）、本間昭光（6-9）、野崎貴潤（10）、中西亮輔（11）、井上ヨシマサ（12）、h-wonder（13）、川嶋可能（14）

1. 愛があれば大丈夫 (4:30)
2. ロマンスの神様 (4:31)
3. 二人のBirthday (5:45)
4. ゲレンデがとけるほど恋したい (5:15)
5. 愛はバラード (5:34)
6. DEAR...again (Ver.2.05) (6:06)
7. promise (4:44)
8. 夏だモン (3:53)
9. ストロボ (5:07)
10. Search-Light (5:24)
11. 甘いお話 part3 (5:21)
12. GIFT (5:01)
13. 冬のモチベーション (5:25)
14. とろけるリズム (4:32)